# Club 12 de Octubre
Club 12 de Octubre – paragwajski klub z siedzibą w mieście Asunción, w dzielnicy Santo Domingo.

## Osiągnięcia
- Mistrz drugiej ligi (Segunda división paraguaya): 1937

## Historia
Klub założony został 12 października 1922 roku i gra obecnie w czwartej lidze paragwajskiej (Segunda de Ascenso). W roku 2001 oddano do użytku stadion klubu Estadio Rafael Giménez.